# František Zvěřina (řezník)
František Zvěřina (14. března 1831 Netvořice – 4. října 1895 Jirny) byl český řezník, velkostatkář a podnikatel v době Rakouska-Uherska, který se proslavil v oboru uzenářství zřejmě první výrobou a vývozem pražské šunky, vyráběné v jeho uzenářském závodu v Celetné ulici v Praze.

## Život

### Mládí
Pocházel z chudé řeznické rodiny z Netvořic nedaleko Benešova. Vyučil se řezníkem a odešel do Prahy pracoval v řeznickém obchodě v Celetné ulici na Starém městě pražském. Experimentoval s naložením vepřové kýty vcelku i s kostí a roku 1857 představil produkt pod názvem pražská šunka, nazvanou dle místa původu. Jednalo se o luxusní výrobek, který se prodával po celém území tehdejšího rakouského císařství.

### Podnikání
Zvěřina byl v podnikání úspěšný, posléze pak řeznický obchod v Celetné rozšířil. Vlastnil rovněž po určitou dobu pražský pivovar U Štajgrů, následně pak zakoupil velkostatek v Jirnech u Brandýsa nad Labem, kde s rodinou žil.
Pražskou šunku začali následně vyrábět také další řezníci, tím nejznámějším byl nejspíš Antonín Chmel, který ji od roku 1879 vyráběl ve svém závodě na pražské Zvonařce, posléze získal privilegium c. a k. dvorního dodavatele. Její napodobeniny se začaly vyrábět ve Francii a v USA.

### Úmrtí
František Zvěřina zemřel 4. října 1895 na svém velkostatku v Jirnech ve věku 64 let. O jeho úmrtí referovaly krátkým nekrologem 6. října Národní listy. Pohřben byl na hřbitově v Jirnech.
Byl ženatý s Františkou, rozenou Kotorovou, se kterou počal několik dětí.